# داريل فورديس
داريل فورديس (بالإنجليزية: Daryl Fordyce)‏ (2 يناير 1987 ببلفاست في المملكة المتحدة - ) هو لاعب كرة قدم بريطاني في مركز الوسط. شارك مع منتخب أيرلندا الشمالية تحت 21 سنة لكرة القدم. أما مع النوادي، فقد لعب مع غلينتوران ونادي بورتسموث ونادي بورنموث ونادي لينفيلد ونادي ادمونتون.

## وصلات خارجية
- داريل فورديس على موقع قاعدة بيانات كرة القدم.إي يو (الإنجليزية)
- داريل فورديس على موقع Soccerbase.com (لاعب) (الإنجليزية)
- داريل فورديس على موقع Soccerway.com (الإنجليزية)